# Ermita de Sant Esteve d'Ontinyent
L'ermita de Sant Esteve és una ermita de finals del segle xvii situada a la Serra Grossa, al terme d'Ontinyent (Vall d'Albaida, País Valencià). Està catalogada, de manera genèrica, com a Bé de Rellevància Local, segons la Disposició Addicional Cinquena de la Llei 5/2007, de 9 de febrer, de la Generalitat, de modificació de la Llei 4/1998, d'11 de juny, del Patrimoni cultural Valencià (DOCV Núm. 5.449 / 13/02/2007), amb codi d'identificació, 46.24.184-011.1.
Està situada sobre un pintoresc paratge al cim de la Serra Grossa, a uns 800 metres sobre el nivell del mar. S'hi arriba allí agafant la carretera d'Ontinyent a Moixent, ens desviem a mà esquerra, pel camí que condueix a la finca "La Garnatxa" i, passant aquesta a 7,5 km de la població trobem a la part alta de la muntanya l'ermita.
El seu mirador està situat a 780 m sobre el nivell del mar. Albirem als nostres peus el nostre poble. Cap al llevant veiem una panoràmica de la vall i de les siluetes de les muntanyes que ens envolten, com són la serra del Benicadell i la serra de Mariola. Gràcies al camí obert a principis dels anys setanta per associació de Llumeners es pot accedir amb vehicles.

## Història
L'ermita de Sant Esteve va ser construïda pels pagesos l'any 1702, autoritzant la seua construcció Sant Joan de Ribera.
L'ermita ha estat recentment restaurada.
Abans de la reforma estava emblanquinada sent les seues parets blanques. Des de la seua restauració el 1991, les parets han quedat sense l'arrebossat, mostrant els murs de maçoneria i els angles perimetrals reforçats amb pedres rústicament llaurades.
Es troba sobre una grada també de maçoneria, després d'ascendir per la seua escalinata col·locada al centre de la grada, arribem a l'esplanada superior. Dos arcs neogòtics realitzats amb maons cara vista, sobre ells una inscripció: L'Ermita de Sant Esteve- S.XVII baix el patrocini de la conselleria d'agricultura i de l'excel·lentíssim ajuntament d'Ontinyent s'arreglà l'ermita. S'inaugurà el 20 d'octubre de 1991.
Pertany al moviment religiós de primers de segle, impulsat pels franciscans.

## Descripció
A l'interior de l'atri, que està tancat per pràcticament tots els costats, llevats dos arcs apuntats en la part frontal d'aquest, es pot veure, a mà esquerra una rústica llar de foc la qual s'aprofita per a excursionistes i pelegrins. La coberta a dues aigües és de teula àrab. A mà dreta de l'ermita es troba l'antiga estança de l'ermità que actualment és refugi dels excursionistes. Dins de la volta és de mig punt amb llunetes cegues.
Sobre l'altar, al presbiteri, hi ha un retaule formant una capelleta al centre del qual es conserva la imatge de "El Santet", com se'l coneix popularment a Sant Esteve. És considerat a la comarca com el protector contra les arrasadores pedregades d'estiu.
L'esplanada inferior s'han col·locat bancs, taules i paellers per als excursionistes. Des d'aquest lloc el panorama es domina tota la Vall d'Albaida, serra de Mariola.

## Festa
Avui en dia, després de fer-se càrrec del manteniment de la celebració, l'Associació de Llumeners de Sant Esteve, se li ha donat un caràcter més festiu i popular.
Actualment, la tradicional festa a Sant Esteve l'organitza l'Associació de Llumeners de Sant Esteve. S'hi celebren diversos actes, organitzats en un programa de les festes, des del sopar i proclamació de Reina de Festes i Dames d'Honor fins a l'encesa d'una foguera a l'Ermita. Així mateix, comitiva recorre la població amb el tabalet i la dolçaina inventat al vecindari a sumar-se a la festa. Una vegada en l'Ermita se celebra Missa i després segueix l'esmorzar campestre.

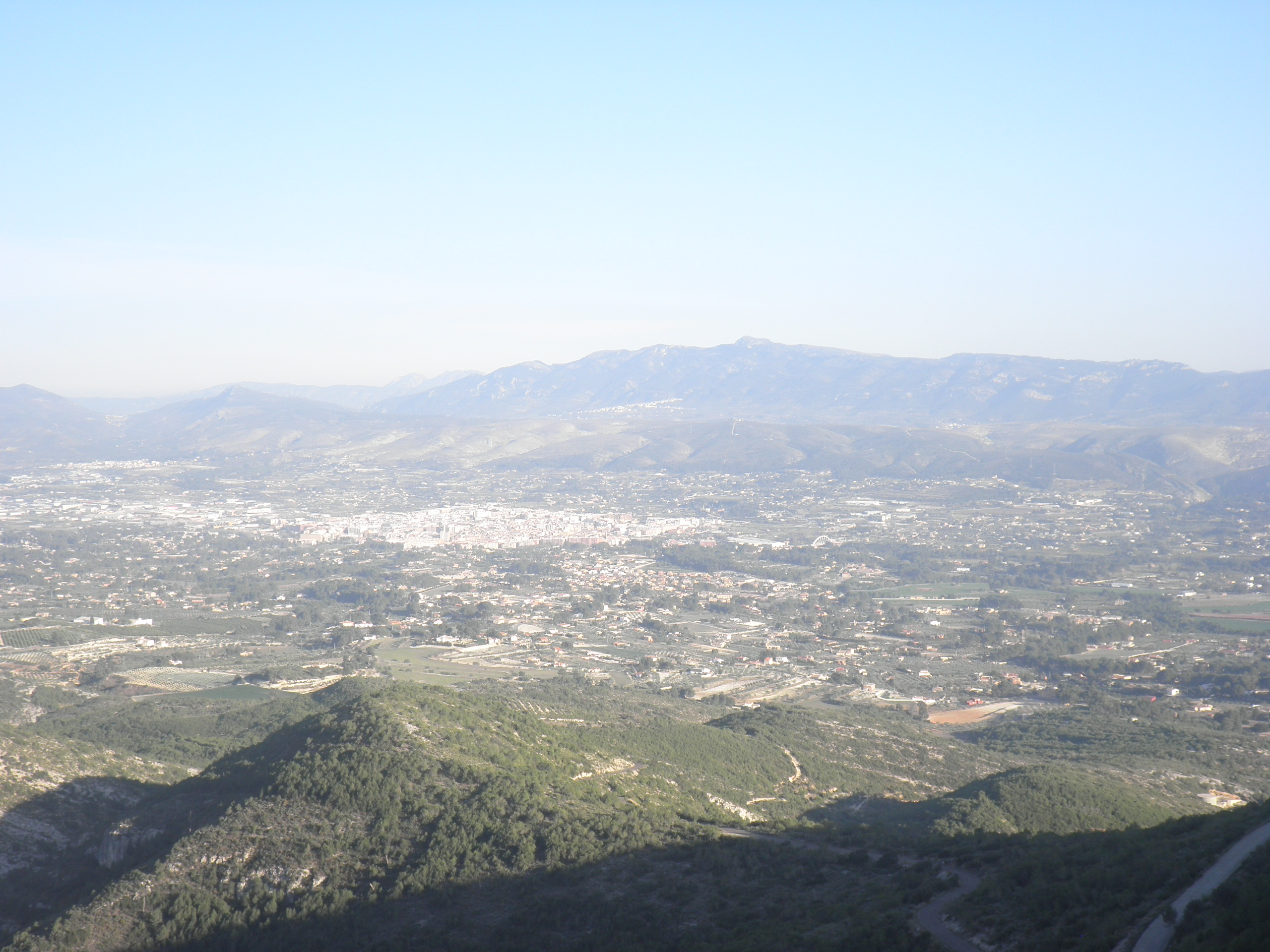
Vista des del mirador.

## Vegetació
Estan poblades en la seua major part per algunes zones de carrasques, moltes pinedes, un sotabosc amb coscolles i argelagues, un matollar d'herbes aromàtiques com són el romer, la pebrella, el timó.
Un incendi va cremar entre el 4 i 8 de juliol de 1994 el 94% de la superfície de vegetació. El foc va devastar 3.348 hectàrees de bosc i 2,2650 de matoll.